# Sebaea laxa
Sebaea laxa är en gentianaväxtart som beskrevs av Nicholas Edward Brown. Sebaea laxa ingår i släktet Sebaea och familjen gentianaväxter. Inga underarter finns listade i Catalogue of Life.